# Euscelidia splendida
Euscelidia splendida är en tvåvingeart som beskrevs av Dikow 2003. Euscelidia splendida ingår i släktet Euscelidia och familjen rovflugor. Inga underarter finns listade i Catalogue of Life.